# Marcel Ritzmaier
Marcel Ritzmaier (* 22. April 1993 in Judenburg) ist ein österreichischer Fußballspieler auf der Position eines Mittelfeldspielers.

## Karriere
Ritzmaier begann seine Karriere beim TuS Spielberg in der Steiermark. Nach drei Jahren beim SV Lobmingtal und eine Rückkehr nach Spielberg kam er über den FC Judenburg 2006 zum FC Kärnten, wo er in der Jugendabteilung auf sich aufmerksam machte.
2007 wechselte er zu SK Austria Kärnten, wo er anfangs in der Jugendabteilung aktiv war, ehe er in den Kader der zweiten Mannschaft übernommen wurde, wo Ritzmaier in der Saison 2008/09 erstmals spielte.
2009/10 wurde er vom Trainer der ersten Mannschaft Frenkie Schinkels in den erweiterten Bundesligakader aufgenommen. Sein Debüt in der Bundesliga gab der linke Mittelfeldspieler am 2. August 2009 im Spiel der 3. Runde gegen den SK Rapid Wien, wo er für Marco Salvatore in der 81. Minute beim Stand von 1:2 eingewechselt wurde.
In der Winterübertrittszeit 2009/10 wechselte das Talent in die Niederlande zur PSV Eindhoven, wo es anfangs in der zweiten Mannschaft aktiv war. Erste Einsätze in der ersten Mannschaft der PSV verbuchte Ritzmaier in den beiden abschließenden Gruppenspielen der UEFA Europa League 2011/12. Seit Jänner 2012 zählte er offiziell zum Profikader.
Er wurde am 8. August 2013 von der PSV Eindhoven an den Eredivisie-Aufsteiger SC Cambuur ausgeliehen. Am 26. Oktober 2013 erzielte er sein erstes Tor in der Eredivisie zum 3:1-Endstand im Spiel gegen den FC Utrecht. Vor der Saison 2014/15 kehrte Ritzmaier zu Eindhoven zurück. In dem Team, das am Ende der Spielzeit den Titel in der Eredivisie feierte, konnte er sich aber nicht durchsetzen.
Zur Saison 2015/16 wurde er an den NEC Nijmegen verliehen und zur Saison 2016/17 wurde er an den Go Ahead Eagles Deventer verliehen.
Zur Saison 2018/19 kehrte er nach Österreich zurück, wo er sich dem Bundesligisten Wolfsberger AC anschloss, bei dem er einen bis Juni 2019 laufenden Vertrag erhielt. Mitte April 2019 wurde der Vertrag um ein weiteres Jahr verlängert.
Im Jänner 2020 wechselte er nach England zum Zweitligisten FC Barnsley, bei dem er einen bis Juni 2022 laufenden Vertrag erhielt. Für Barnsley kam er zu 18 Einsätzen in der EFL Championship, ehe er im Oktober 2020 nach Österreich zurückkehrte und sich leihweise dem SK Rapid Wien anschloss. Bis zum Ende der Leihe kam er zu 24 Bundesligaeinsätzen für die Wiener, in denen er zwei Tore erzielte. Nach dem Ende der Leihe kehrte er zunächst nach England zurück, ehe er Barnsley im August 2021 schließlich endgültig verließ und nach Deutschland zum Zweitligisten SV Sandhausen wechselte. Für Sandhausen absolvierte er in zwei Jahren 34 Spiele in der 2. Bundesliga, ehe er mit dem Team 2023 aus jener Liga abstieg.
Daraufhin kehrte Ritzmaier zur Saison 2023/24 nach Österreich zurück und wechselte zum Zweitligisten SKN St. Pölten, bei dem er einen bis 2025 laufenden Vertrag erhielt. Für den SKN kam er zu 20 Zweitligaeinsätzen. Nach der Saison 2024/25 verließ er den Verein nach Vertragsende.

## Privat
Sein älterer Bruder Christian (* 1991) spielte früher ebenfalls für österreichische Jugendnationalmannschaften.

## Erfolge
- Niederländischer Meister: 2015
- Meister in der Juniorenliga der Niederlande: 2011